# Belka en Strelka
Belka (Russisch: Белка; "Eekhoorn") en Strelka (Russisch: Стрелка; "Pijl") waren twee Sovjet-Russische hondjes die  op 19 augustus 1960 een dag in de ruimte verbleven aan boord van een Korabl-Spoetnik-2. Ze waren respectievelijk de tweede en derde hond in de ruimte na Laika, en de eerste levende wezens die een baan om de aarde maakten én veilig terugkeerden naar aarde.

## Nalatenschap
De lichamen van Belka en Strelka werden na hun dood opgezet. Belka is te bezichtigen in het Astronautenmuseum in Moskou. Strelka werd een onderdeel van een reizende tentoonstelling en was in verschillende landen te bezichtigen.
In 1994 verscheen een nummer "Belka i Strelka" op het album Megapolis van de gelijknamige Russische rockgroep. In 2010 verscheen een Russische animatiefilm rond deze honden.

## Afstammelingen
Strelka kreeg na haar ruimtereis zes puppy's van de hond Pushok. Ook deze zes namen deel aan grond-ruimte-experimenten, maar werden nooit naar de ruimte gebracht.
Een van deze pups, Pushinka (Russisch: Пушинка, "Fluffy") werd aan Caroline Kennedy, dochter van John F. Kennedy, gepresenteerd door Nikita Chroesjtsjov in 1961. Een symbolische Koude Oorlogsromance bloeide tussen Pushinka en Kennedy's hond Charlie, wat resulteerde in de geboorte van vier pups. JFK noemde hen gekscherend "pupniks". Twee van deze pups, White Tips en Blackie bleven enige tijd bij de Kennedy's in Squaw Island.

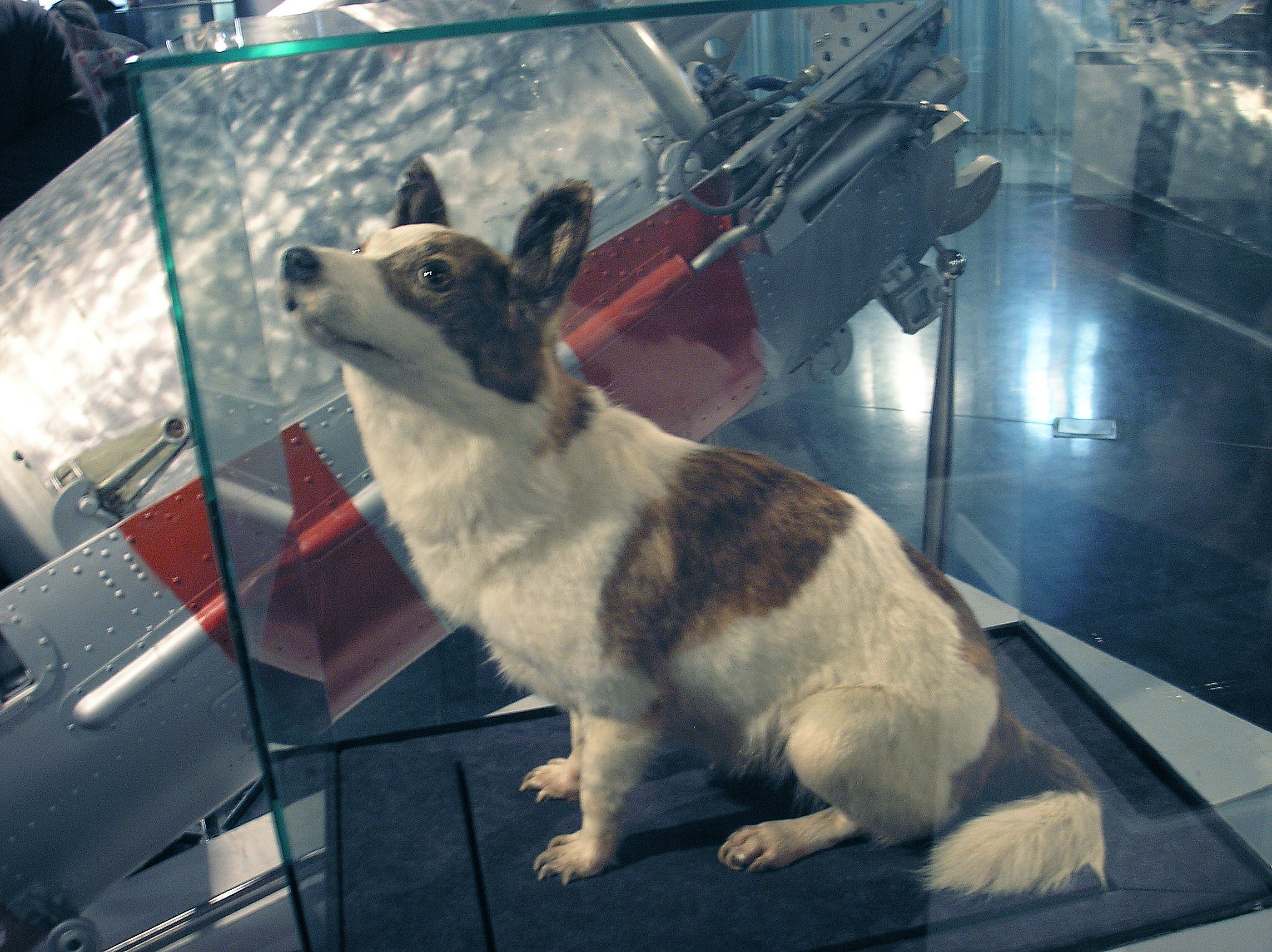
Strelka
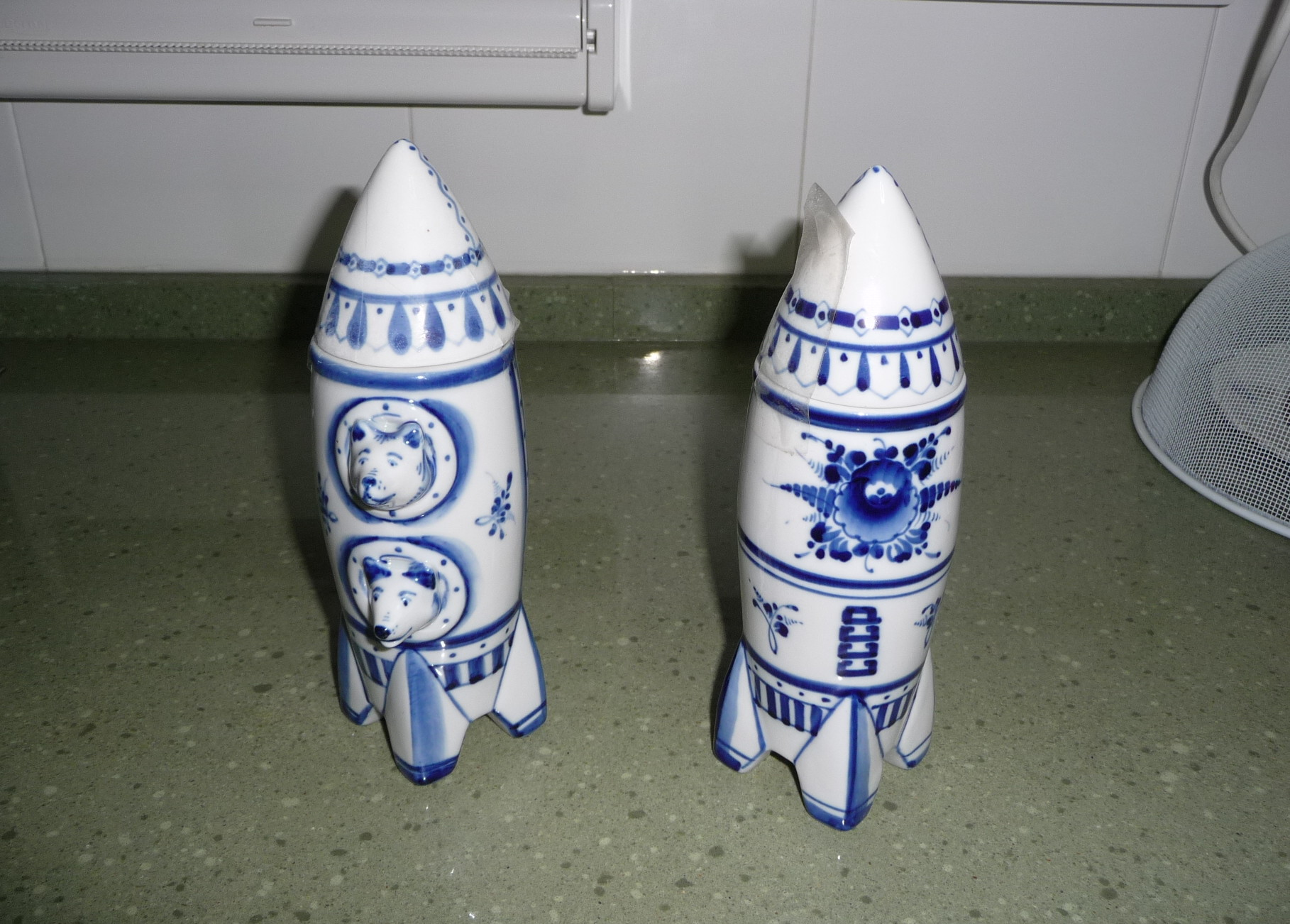
Urnen
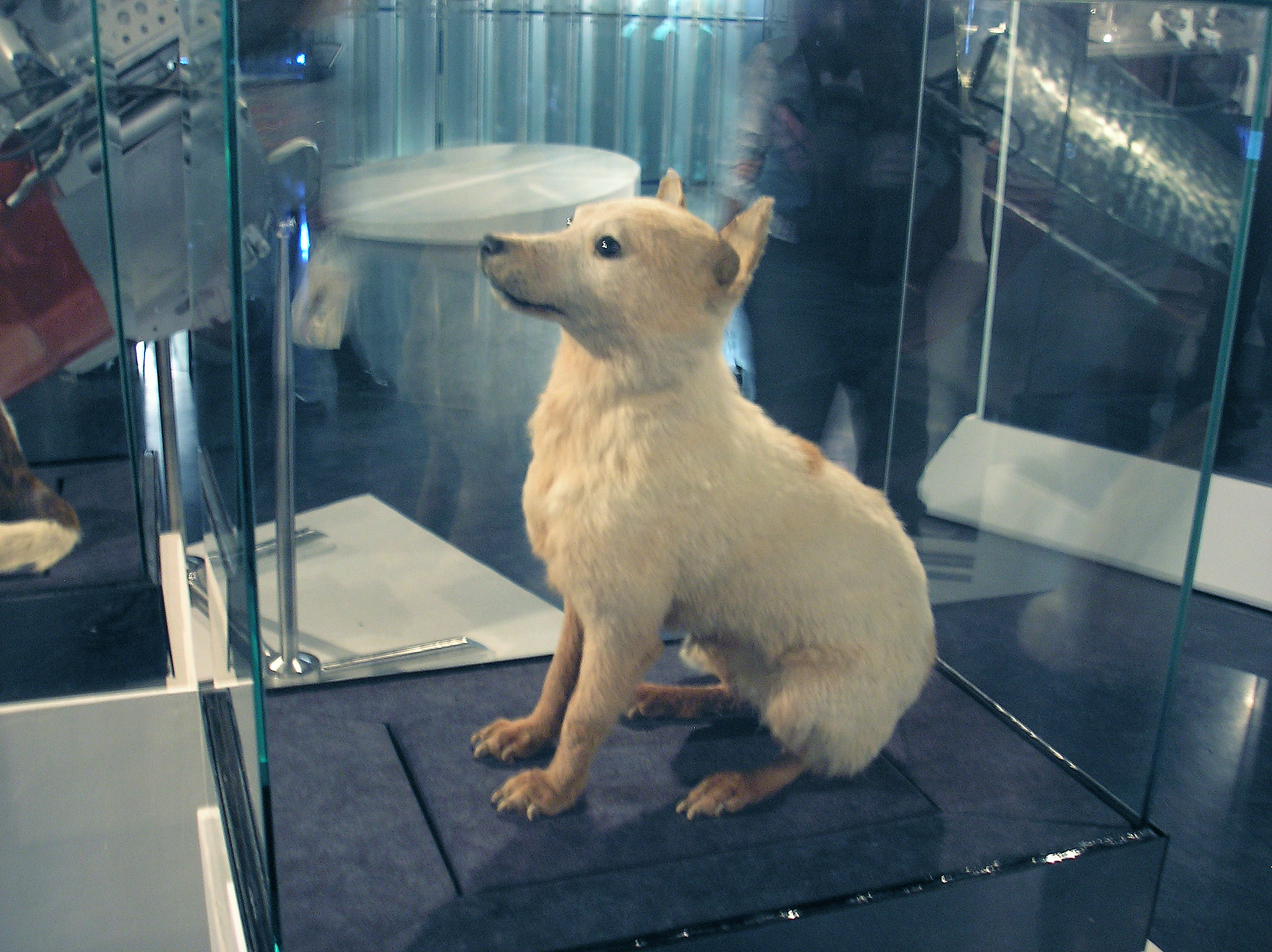
Belka